# شیپوک
شیپوک (به لاتین: Shipok) یک منطقهٔ مسکونی در بلغارستان است که در شهرستان کیرکوفو واقع شده‌است.